# Merodon varius
Merodon varius är en tvåvingeart som beskrevs av Camillo Rondani 1845. Merodon varius ingår i släktet narcissblomflugor, och familjen blomflugor.
Artens utbredningsområde är Italien. Inga underarter finns listade i Catalogue of Life.